# Laja (gemeente in Chili)
Laja is een gemeente in de Chileense provincie Biobío in de regio Biobío. Laja telde 22.389 inwoners in 2017 en heeft een oppervlakte van 340 km².